# Tommy Broome
Thomas Alfred "Tommy" Broome (14 tháng 1 năm 1892 – 5 tháng 9 năm 1956) là một cầu thủ bóng đá người Anh thi đấu ở vị trí wing half.